# Monitor (örlogsfartyg)

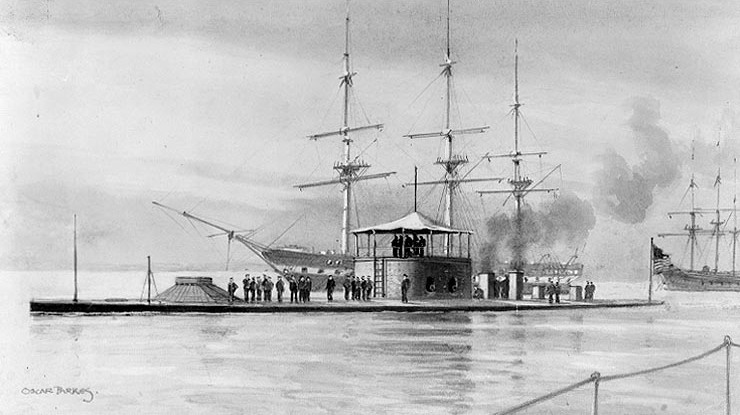
Det ursprungliga monitorskeppet.

Monitor är en typ av pansrat örlogsfartyg med lågt fribord och rörligt kanontorn som infördes under 1860- och 1870-talen i ett flertal flottor, även bland den svenska. Monitorerna erhöll sitt namn efter det först byggda fartyget av detta slag, nämligen USS Monitor som konstruerades av John Ericsson för nordstaterna i Amerika i mars 1862. Fartygen fungerade närmast som flytande artilleriplattformar.
Monitor fick stor betydelse för utgången av det amerikanska inbördeskriget. USS Monitor är mest känt för sina insatser vid slaget vid Hampton Roads i mars 1862, där det hindrade pansarskeppet CSS Virginia (även känt som USS Merrimack) att bryta unionens sjöblockad av Norfolk. Detta slag var det första mellan två bepansrade örlogsfartyg.
Monitorernas yttre form skilde sig mycket från andra fartygs. Skrovets undre del var upp till ungefär 1 meter under vattenlinjen utformat på sedvanligt sätt. Över denna del kom den övre delen, det så kallade överhänget, som fortsatte cirka 0,5 meter ovanför vattenytan. Akterut blev överhänget större och skyddade propellern och rodret. Överhänget och det övre däcket var pansarklätt. 
Skorstenen skyddades även den av pansar. Artilleriet var uppställt på däck i ett eller flera vridbara pansartorn. Även manöverbryggan var ett bepansrat torn. Luftväxlingen i alla rum under däck sköttes om med fläktar. För att i någon mån förbättra sjöegenskaperna hos dessa fartyg med sina låga fribord konstruerade man dem med en stor metacenterhöjd.
Efter framgångarna i nordamerikanska inbördeskriget kom monitorer att bli rikligt representerade i särskilt mindre staters flottor. Konstruktionen blev dock snart föråldrad med förbättrade pansarbåtar på grund av sin dåliga sjövärdighet på öppet hav – monitorerna fungerade främst i skärgårdar – kanonerna visade sig bli obrukbara även i måttlig sjögång, de var därtill mycket långsamma. Under första världskriget utvecklade Storbritannien en ny typ av monitorer, små fartyg med ytterst starka skrov och ett par tunga kanoner med upp till 38 centimeters kaliber. De användes för anfall bland annat mot de tyska kustbefästningarna i Flandern.
Monitorerna hade dock fortfarande en fördel; den flata skrovformen gjorde att de var väldigt grundgående, något som gjorde monitorer var den enda fartygstyp som kunde transportera tung eldkraft i grunda vattenområden som floder där sjövärdigheten inte var någon kritisk faktor. Bland annat använde amerikanska Mobile Riverine Force små flodmonitorer under Vietnamkriget. Den sista monitorn är den brasilianska Parnaíba som tillika är världens äldsta örlogsfartyg som fortfarande är i aktiv tjänst. De ryska flodpatrullbåtarna Projekt 1208 Slepen och Projekt 1248 Moskit har vissa drag av monitorer med sina stridsvagnstorn och pansrade skrov.

## Svenska monitorer
År 1862 konstaterade den svenska regeringen att örlogsfartyg byggda i trä inte längre var användbara i strid. 
Enbart tre månader efter den berömda striden mellan USS Monitor och CSS Virginia bjöd John Ericsson ut sin konstruktion till Sverige. År 1865 började man bygga den första svenska monitorn på Motala Warf i Norrköping. Denna första monitor gavs namnet John Ericsson efter konstruktören och denna följdes snart av ytterligare 14 monitorer av olika typ. En av dessa monitorer, Sölve, finns i dag bevarad vid Göteborgs maritima museum.
Under åren 1865–1871 byggdes 14 monitorer i Sverige: HMS John Ericsson, HMS Tordön, HMS Tirfing, HMS Loke, HMS Björn, HMS Berserk, HMS Folke, HMS Sölve, HMS Ulf, HMS Hildur, HMS Gerda, HMS Sköld, HMS Fenris och HMS Garmer.
De var byggda helt i järn och hade en låg profil, endast däcket med kommandobryggan, skorstenen och de vridbara kanontornen var ovanför vattenytan. Dessa kom senare att kallas för "2:a klassens" och "3:e klassens pansarbåtar".
Alla dessa var byggda av Motala mekaniska verkstads aktiebolag och levererades mellan 1865 och 1867. Deras dimensioner var:
- Längd = 60,9 meter
- Bredd = 13,5 meter
- Djupgående = 3,5 meter
- Deplacement = 1 500 ton
- Pansartjocklek: överhängets sida 125 mm i 5 plåtlager, kanontorn 270 mm i 12 plåtlager
- Farten uppgick till 6,5 knop.

Besättningsstyrkan utgjordes av 111 man. Bestyckningen utgjordes ursprungligen av 2 stycken 24 cm kanoner (John Ericsson hade i stället 2 stycken 38 cm slätborrade kanoner) i gemensamt torn, senare fick de även ett par kulsprutor. Fartygen ombestyckades mellan 1895 och 1905 och John Ericsson fick 2 stycken 15 cm kanoner och 6 stycken 57 mm kanoner och de båda andra monitorerna fick 2 stycken 12 cm kanoner och 8 stycken 57 mm eller 47 mm kanoner. Därtill var de försedda med en eller två stycken 60 cm strålkastare. De medelsvåra kanonerna var uppställda ovanpå kanontornet på John Ericsson för att man skulle få större eldhöjd, Thordön och Tirfing hade sina inuti kanontornet. Dessa 2:a klass pansarbåtar var på grund av sin obetydliga fart samt sitt svaga och lågt uppställda artilleri icke sjögående stridsfartyg, men deras sjöduglighet tillät dem att förflytta sig utomskärs även under tämligen hårt väder och de var därmed inte tvungna att utkämpa positionsstrider, där deras artilleri dock skulle ha varit effektivt, till exempel vid flankbevakning av minlinjer. Deras ringa djupgående möjliggjorde att de kunde inta lägen varifrån de tack vare sin obetydliga målyta och därav följande relativa osårbarhet, kunde uppta strid med överlägsna motståndare.